# Södra Unnaryds distrikt
Södra Unnaryds distrikt är ett distrikt i Hylte kommun och Hallands län. Distriktet ligger omkring Unnaryd i västra Småland. 

## Tidigare administrativ tillhörighet
Distriktet inrättades 2016 och utgörs av Södra Unnaryds socken i Hylte kommun.
Området motsvarar den omfattning Södra Unnaryds församling hade 1999/2000.

## Befolkningsutveckling
| Befolkningsutvecklingen i Södra Unnaryds distrikt 2015–2017 | Befolkningsutvecklingen i Södra Unnaryds distrikt 2015–2017 | Befolkningsutvecklingen i Södra Unnaryds distrikt 2015–2017 | Befolkningsutvecklingen i Södra Unnaryds distrikt 2015–2017 | Befolkningsutvecklingen i Södra Unnaryds distrikt 2015–2017 |
| ----------------------------------------------------------- | ----------------------------------------------------------- | ----------------------------------------------------------- | ----------------------------------------------------------- | ----------------------------------------------------------- |
|                                                             |                                                             |                                                             |                                                             |                                                             |
| År                                                          |                                                             |                                                             | Folkmängd                                                   |                                                             |
| 2015                                                        | 2015                                                        |                                                             | 1 263                                                       |                                                             |
| 2016                                                        | 2016                                                        |                                                             | 1 307                                                       |                                                             |
| 2017                                                        | 2017                                                        |                                                             | 1 315                                                       |                                                             |
|                                                             |                                                             |                                                             |                                                             |                                                             |

## Tätorter och småorter
I Södra Unnaryds distrikt finns en tätort men inga småorter.

### Tätorter
- Unnaryd

## Galleri

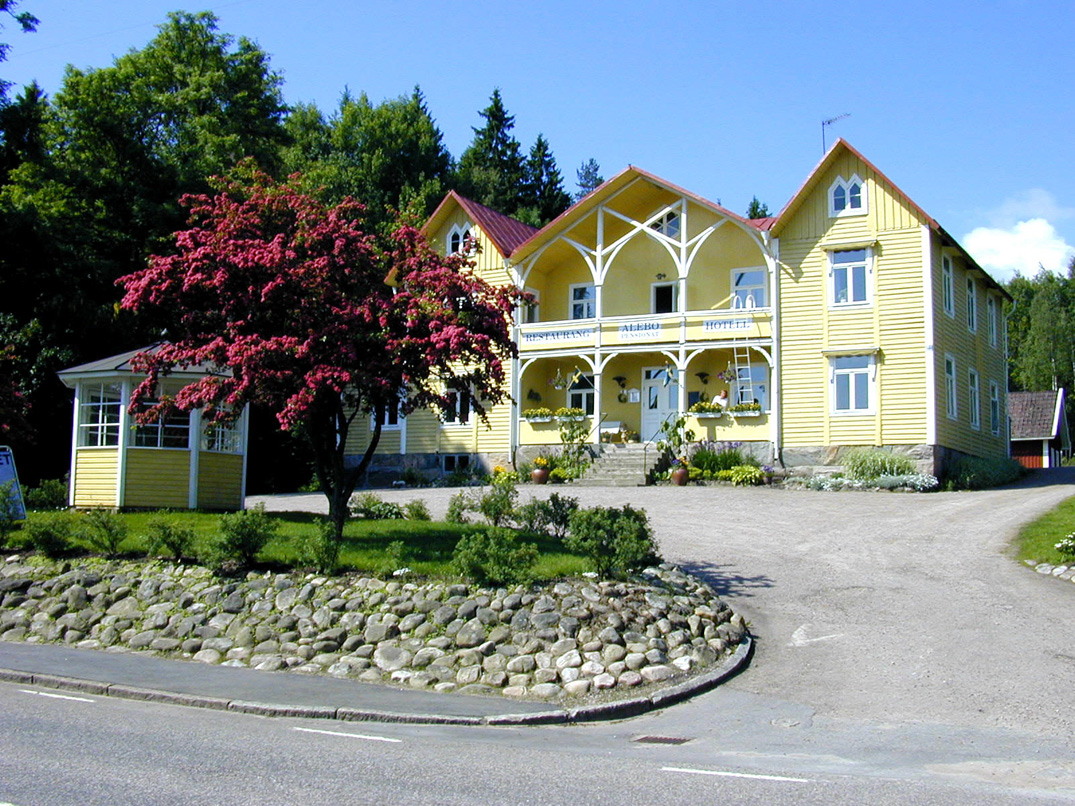
Alebo pensionat.
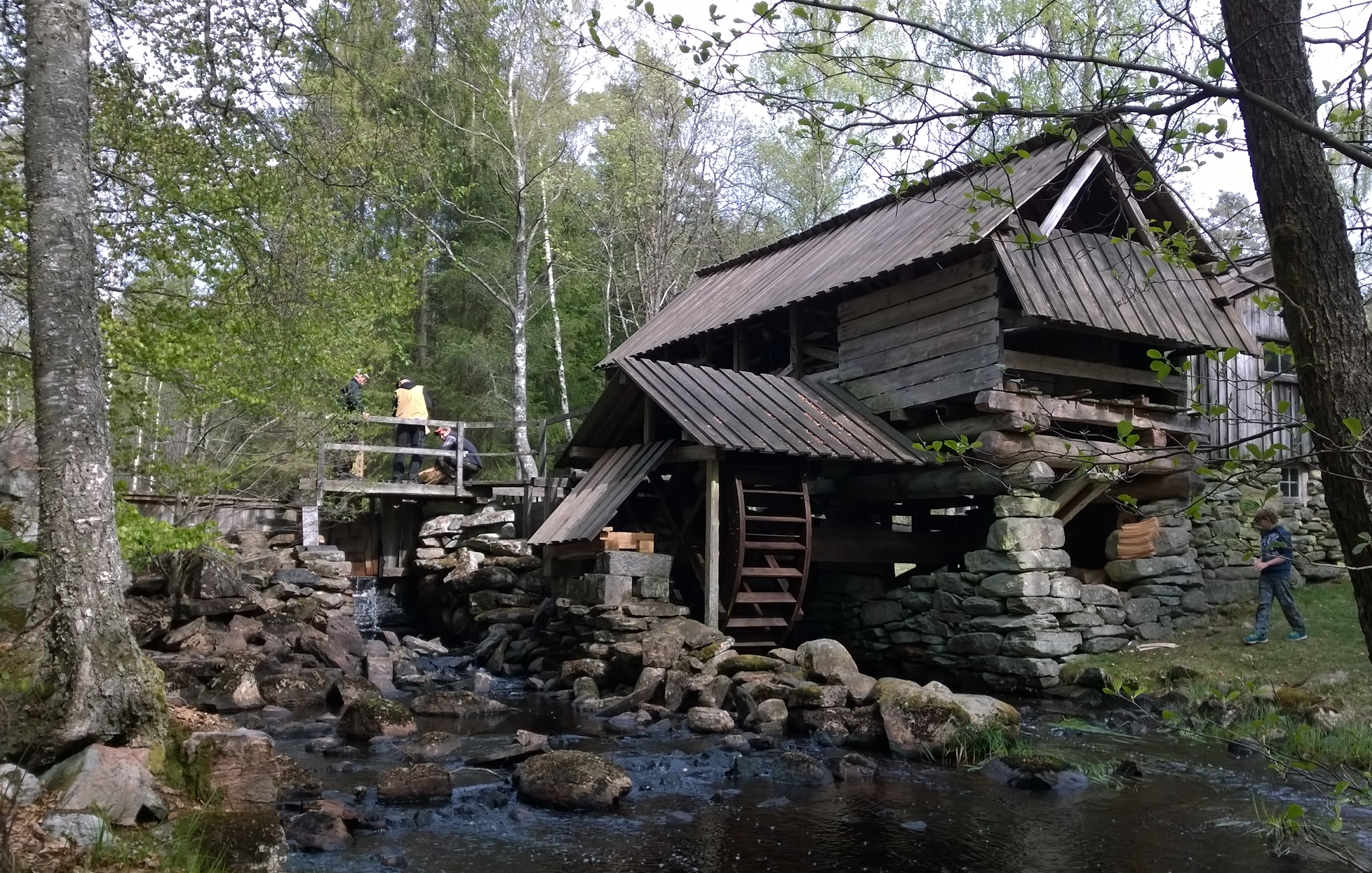
Brunnsbacka sågkvarn.
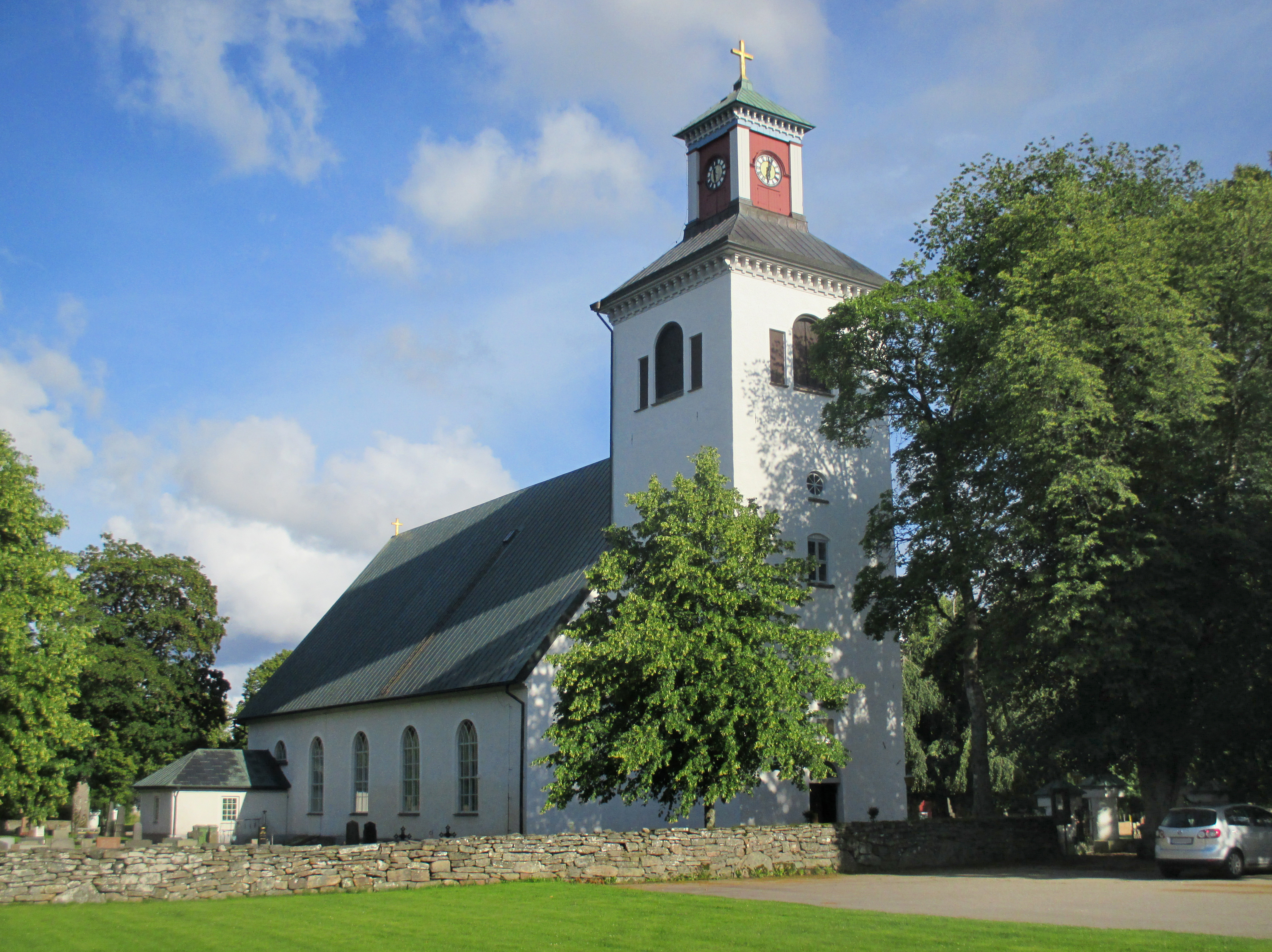
Södra Unnaryds kyrka.